# ЛАЗ А291
ЛАЗ А291 — 18-метровий зчленований двосекційний міський автобус, що випускався на Львівському автобусному заводі з 2001 по 2005 роки і був замінений на ЛАЗ А292.

## Опис
В 1995 році на Львівському автобусному заводі розробили двосекційний міський дослідний автобус ЛАЗ-6205. Автобус створено на основі ЛАЗ-52523 з двигуном Renault MIDR 06.20.45 потужністю 252 к.с., львівською АКПП і двома ведучими мостами Renault. Двигун з акпп, розташовані в причепі, передавали крутний момент через систему карданних валів на другий та третій мости. Пасажиромісткість становила 190 осіб (з них 38 місць для сидіння), довжина автобуса - 17520 мм.
В 2000 році збудували двосекційний міський дослідний автобус ЛАЗ-6206, створений на шасі Чавдар 141.  Автобус було зроблено за "штовхаючою" схемою з двигуном у причепі, з ведучим третім мостом. Пасажиромісткість становила лише 160 осіб через те,  що болгарське шасі мало менше розрахункове навантаження ніж 6205. 

В 2001 році на автосалоні SIA-2001 представили зчленований ЛАЗ А291, що являв собою модифікацію ЛАЗ-6206 з агрегатами Ikarus 280, а саме горизонтальний дизель RABA D10 Р6 об'ємом 10,35 л потужністю 253 к.с., 5-ст. МКПП PRAGA 5 PS 114 і один ведучий міст RABA.  Автобус було зроблено за "тягнучою" схемою, двигун було розташовано в тягачі під підлогою, ведучий другий міст. Гармошка гофрована, двоскладна та з безпечним вузлом зчленування, завдяки якому можна переходити з секції у секцію. Автобус отримав склопакети, які клеяться до кузова, як в ЛАЗ-52527 замість вікон на гумі.
Всього виготовили 19 автобусів ЛАЗ А291 і 6 автобусів ЛАЗ А291R0.